# Distretto di Mariupol'
Il distretto di Mariupol' (in ucraino Маріупольський район?, Mariupol's'kij rajon) è un distretto dell'oblast' di Donec'k. L'area del rajon è controllata dalla Repubblica Popolare di Doneck, che continua a utilizzare le vecchie divisioni amministrative dell'Ucraina precedenti al 2020.